# Phoxinus
A Phoxinus a sugarasúszójú halak (Actinopterygii) osztályának pontyalakúak (Cypriniformes) rendjébe, ezen belül a pontyfélék (Cyprinidae) családjába tartozó nem.

## Rendszerezés
A nembe az alábbi 21 faj tartozik:
- Phoxinus apollonicus Bianco & De Bonis, 2015
- Phoxinus bigerri Kottelat, 2007
- Phoxinus brachyurus Berg, 1912
- Phoxinus colchicus Berg, 1910
- Phoxinus grumi Berg, 1907
- Phoxinus issykkulensis Berg, 1912
- Phoxinus jouyi (Jordan & Snyder, 1901)
- Phoxinus karsticus Bianco & De Bonis, 2015
- Phoxinus ketmaieri Bianco & De Bonis, 2015
- Phoxinus keumkang (Chyung, 1977)
- Phoxinus kumgangensis Kim, 1980
- Phoxinus likai Bianco & De Bonis, 2015
- Phoxinus oxyrhynchus (Mori, 1930)
- fürge cselle (Phoxinus phoxinus) (Linnaeus, 1758) - típusfaj
- Phoxinus semotilus (Jordan & Starks, 1905)
- Phoxinus septimaniae Kottelat, 2007
- Phoxinus steindachneri Sauvage, 1883
- Phoxinus strandjae Drensky, 1926
- Phoxinus strymonicus Kottelat, 2007
- Phoxinus tchangi Chen, 1988
- Phoxinus ujmonensis Kaschenko, 1899